# Halit Balamir
Halit Balamir (Gümüşhane, 1922 – Ankara, 2 marzo 2009) è stato un lottatore turco, specializzato sia nella lotta libera. Vinse la medaglia d'argento ai Giochi olimpici estivi di Londra 1948 nella lotta libera, pesi mosca.

## Palmarès
- Giochi olimpici

Londra 1948:  Argento nella lotta libera, pesi mosca.